# Lliga catalana de bàsquet masculina 1987-1988
Fou la 8a edició de la Lliga catalana de bàsquet. Com a novetat, es redueix el nombre de partits en la fase de grups i es jugà a partit únic en una sola seu.

## Fase de grups
Tots els partits jugats al Palau d'Esports de Barcelona.

### Grup A
| Pos | Equip             | J | G | P | P.F. | P.C. | +/- | Classificació            |
| --- | ----------------- | - | - | - | ---- | ---- | --- | ------------------------ |
| 1   | Barcelona         | 2 | 2 | 0 | 193  | 150  | +43 | Classificat per la final |
| 2   | Granollers        | 2 | 1 | 1 | 157  | 155  | +2  |                          |
| 3   | Sant Josep Girona | 2 | 0 | 2 | 144  | 189  | -45 |                          |

|                      | BAR | GRA   | SJG    |
| FC Barcelona         |     | 82-78 | 111-71 |
| CB Granollers        |     |       | 78-73  |
| CB Sant Josep Girona |     |       |        |

### Grup B
| Pos | Equip    | J | G | P | P.F. | P.C. | +/- | Classificació            |
| --- | -------- | - | - | - | ---- | ---- | --- | ------------------------ |
| 1   | Joventut | 2 | 2 | 0 | 224  | 182  | +42 | Classificat per la final |
| 2   | Manresa  | 2 | 1 | 1 | 206  | 189  | +17 |                          |
| 3   | Español  | 2 | 0 | 2 | 152  | 211  | -59 |                          |

|                           | JOV | MAN     | ESP    |
| Club Joventut de Badalona |     | 114-105 | 110-77 |
| Manresa EB                |     |         | 101-75 |
| RCD Español               |     |         |        |

## Final
| 11 setembre 1987 21:15 | Club Joventut de Badalona                                            | '90'–82 | FC Barcelona                                                           | Palau d'Esports, Barcelona Assistència: 8.000 espectadors Àrbitres: Sanchis, Catalán |
| 11 setembre 1987 21:15 | Resultat per meitats: 45–50, 45–32                                   |         |                                                                        | Palau d'Esports, Barcelona Assistència: 8.000 espectadors Àrbitres: Sanchis, Catalán |
| 11 setembre 1987 21:15 | Pts: Johnson 34 Rebs: Meriweather 7 Assist: Margall 2 Rec: Johnson 3 |         | Pts: Jiménez 20 Rebs: Trumbo 8 Assist: San Epifanio 2 Rec: Solozábal 4 | Palau d'Esports, Barcelona Assistència: 8.000 espectadors Àrbitres: Sanchis, Catalán |

| Joventut |  | Barcelona |

| Cinc inicial: | Cinc inicial: | Cinc inicial:       | P   | R   | A   |
| ------------- | ------------- | ------------------- | --- | --- | --- |
| B             | 5             | Rafael Jofresa      | 11  | 2   | 1   |
| A             | 8             | Jordi Villacampa    | 15  | 1   | 0   |
| A             | 7             | Josep Maria Margall | 16  | 4   | 2   |
| AP            | 9             | Reginald Johnson    | 34  | 2   | 0   |
| P             | 11            | Joe Meriweather     | 14  | 7   | 0   |
| Suplents:     | Suplents:     | Suplents:           | P   | R   | A   |
| P             | 4             | Carlos Ruf          | 0   | 0   | 0   |
| A             | 6             | Xavier Crespo       | 0   | 1   | 0   |
| B             | 13            | David Solé          | NVP | NVP | NVP |
| AP            | 14            | Juan Rosa           | NVP | NVP | NVP |
| E             | 15            | Jordi Pardo         | NVP | NVP | NVP |
| Entrenador:   |               |                     |     |     |     |
| Alfred Julbe  |               |                     |     |     |     |

| Campió de la Lliga Catalana 1987      |
| ------------------------------------- |
| Club Joventut de Badalona Segon títol |

| Cinc inicial:       | Cinc inicial: | Cinc inicial:     | P   | R   | A   |
| ------------------- | ------------- | ----------------- | --- | --- | --- |
| B                   | 5             | Joaquim Costa     | 0   | 2   | 0   |
| A                   | 15            | Epi               | 14  | 3   | 2   |
| A                   | 4             | Andrés Jiménez    | 20  | 5   | 0   |
| P                   | 9             | Eugene McDowell   | 16  | 3   | 0   |
| P                   | 14            | Audie Norris      | 9   | 2   | 0   |
| Suplents:           | Suplents:     | Suplents:         | P   | R   | A   |
| A                   | 6             | Cándido Sibilio   | 4   | 1   | 0   |
| B                   | 7             | Ignacio Solozábal | 9   | 0   | 1   |
| P                   | 8             | Steve Trumbo      | 10  | 8   | 0   |
| AP                  | 10            | Joan Alsina       | NVP | NVP | NVP |
| A                   | 11            | Josep Palacios    | 0   | 0   | 0   |
| B                   | 12            | Jordi Soler       | NVP | NVP | NVP |
| Entrenador:         |               |                   |     |     |     |
| Aíto García Reneses |               |                   |     |     |     |